# Borisz Leonyidovics Paszternak
Borisz Leonyidovics Paszternak (Борис Леонидович Пастернак) (Moszkva, 1890. február 10. – Peregyelkino, 1960. május 30.) irodalmi Nobel-díjas orosz származású szovjet költő, esszéíró, műfordító, író.

## Pályafutása

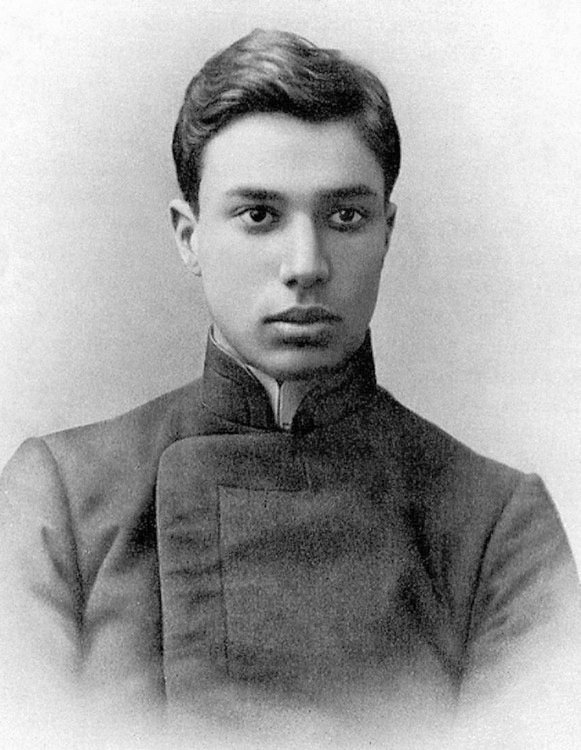
Paszternak 1908 tájékán

Egy neves zsidó festőművész (Leonyid Paszternak) és egy zsidó zongoraművésznő (Roza Kaufman) fia. A család azt állította, hogy Izsák Abrabánel, a híres portugál zsidó kincstárnok leszármazottja.
Zeneszerzőnek készült, de történelmet és filozófiát hallgatott a moszkvai egyetemen. 1912-ben a németországi Marburgba utazott. Első verseskötetén már látszott páratlan természetleíró képessége, úgy festette a kertet, a szelet, az esőt, a tavaszt, hogy azok őróla, a természetben élő, ám a természetet kultúrává nemesítő emberi lényről valljanak. Munkatársa lett Majakovszkij avantgardista folyóiratának, a LEF-nek. Az októberi forradalmat igenelte, tisztítótűznek nevezte.
1948 és 1955 között keletkezett nagyregényében, a Zsivago doktorban (ismert filmváltozata a Doktor Zsivágó) az 1903 és 1929 közé eső korszak, továbbá a háborús évek orosz történelmének átfogó képét kívánta megrajzolni. 1957-ben kijuttatta regényét az országból, ami meg is jelent Olaszországban és több más nyugati államban.
Amikor 1958-ban neki ítélték a Nobel-díjat, durva lejáratókampány indult ellene a Szovjetunióban. Művét szemétnek, őt magát árulónak titulálták. Belső emigránsnak nevezték, hozzáfűzve: jobb lenne, ha valódi emigráns válnék belőle. Válaszút elé állították: vagy lemond a díjról, vagy száműzik hazájából. Az előbbit választotta. (Regénye – amely 1958–59-ben 26 hétig vezette a New York Times bestsellerlistáját – 1988-ig nem is jelenhetett meg hazájában.) 
Élete hátralévő hónapjait a nyilvánosságtól visszavonultan töltötte. 1960. május 30-án Peregyelkinóban hunyt el.

### Műfordításai
Műfordítóként a világirodalom számos alkotóját ültette át orosz nyelvre, drámát és költészetet, kortársakat és klasszikusokat egyaránt. Többek közt Rafael Alberti, Goethe, Keats, Kleist, Rilke, Schiller, Shakespeare, Tagore, Verlaine, Werfel műveit. Noha nem tudott grúzul, kiemelten foglalkozott a grúz költészet fordításával. 
A magyar irodalomból Petőfitől kisebb kötetre valót, mintegy félszáz verset ültetett át oroszra 1946-tól kezdve. Mivel magyarul sem tudott, ebbéli munkájában Kun Ágnes volt a segítségére. Ezen fordításai először az 1952-es négykötetes szovjet Petőfi-kiadásban jelentek meg.

## Művei
- Iker a felhőkben (1913, verseskötet)
- Wassermann-reakció, Fekete serleg – futurista írások
- Sorompók felett (1917), költemények
- Nővérem az élet (1917), költemények
- Luvers gyermekkora (1922)
- Légi utak (1924, elbeszéléskötet)
- Kilencszázöt (1927)
- Északi szél (1927)
- Elbeszélés (1929)
- Menlevél (1931), első önéletrajzi írás
- Spektorszkij (1931, verses regény)
- Második születés (verseskötet)
- Hajnali vonatokon (1943)
- Földi térség (1945)
- Zsivago doktor (1957, regény)

### Magyarul
- Karácsonyi csillag. Kései versek. 1945-1960; ford. Gömöri György, Sulyok Vince, jegyz. Gömöri György; Occidental, Washington, 1965 ISBN 9085010632
- Éjszakai szél; ford. Bede Anna et al., utószó E. Fehér Pál; Európa, Budapest, 1969
- Luvers gyermekkora (ford. Hernádi László) / Elbeszélés (ford. Pór Judit); Európa Könyvkiadó, Budapest, 1971
- Borisz Paszternak versei; ford. Bede Anna et al.; Európa, Budapest, 1979 (Lyra mundi)
- Zsivago doktor (fordította Pór Judit, Európa Könyvkiadó, 1988) ISBN 963 307 1070
- Versek (vál. Pór Judit, Európa Könyvkiadó, 1990) ISBN 963-07-5194-1
- Zsivago doktor. Regény; ford. Pór Judit, utószó Szilágyi Ákos; Palatinus, Budapest, 2006 (Nobel-díjasok könyvtára)